# Pseudoraphis
Pseudoraphis is een geslacht uit de grassenfamilie (Poaceae). De soorten van dit geslacht komen voor in delen van Azië en Australazië.

## Soorten
Van het geslacht zijn de volgende soorten bekend: 
- Pseudoraphis abortiva
- Pseudoraphis aspera
- Pseudoraphis balansae
- Pseudoraphis brunoniana
- Pseudoraphis depauperata
- Pseudoraphis longipaleacea
- Pseudoraphis minuta
- Pseudoraphis paradoxa
- Pseudoraphis simaoensis
- Pseudoraphis sordida
- Pseudoraphis spinescens
- Pseudoraphis squarrosa
- Pseudoraphis ukishib